# Saison 21 des Mystères de l'amour
Chronologie
Saison 20 Saison 22
Cet article présente la vingt-et-unième saison de la série télévisée française Les Mystères de l'amour.

## Distribution

### Acteurs principaux (dans l'ordre d'apparition au générique)
- Patrick Puydebat : Nicolas Vernier
- Hélène Rollès : Hélène Vernier
- Sébastien Roch : Christian Roquier
- Elsa Esnoult : Fanny Greyson Roquier
- Charlène François : Sophie Grangier
- Tom Schacht : Jimmy Werner
- Laure Guibert : Bénédicte Breton
- Manuela Lopez : Manuela Roquier
- Lakshan Abenayake : Rudy Ayake
- Mallaury Nataf : Lola Garnier
- Serge Gisquière : Peter Watson
- Laly Meignan : Laly Polleï
- Julie Chevallier : Béatrice Guttolescu
- Philippe Vasseur : José Da Silva
- Cathy Andrieu : Cathy Da Silva
- Elliot Delage : Julien Da Silva
- Carole Dechantre : Ingrid Soustal
- Xavier Delarue : Antoine Valès
- Jean-Baptiste Sagory : Sylvain Pottier
- Macha Polikarpova : Olga Poliarva
- Angèle Vivier : Aurélie Breton
- Benoît Dubois : Victor Sanchez
- Manon Schraen : Léa Werner
- Benjamin Cotte : Nicky Vernier/McAllister
- Frank Delay : Pierre Roussell
- Richard Pigois : John Greyson
- Marjorie Bourgeois : Stéphanie Dorville
- Jean-Luc Voyeux : Claude Guéant
- Magali Semetys : Marie Dumont

### Acteurs récurrents
- Fabrice Deville : Arnaud de Wenzel
- Jonathan Caillat : Paul
- Ziad Jallad : David Parsky
- Charlotte Marzo : Charly, cousine de Sylvain
- Jean-Yves Thual : Yvan
- Allan Duboux : Éric Fava
- Stéphane Sacre : Samuel, nouveau copain de Julien
- Enzo Ambrosini : Pablo
- Charlotte Morel et Julie Morel : Les jumelles Franchon et Franchette
- Isabelle Bouysse : Jeanne Garnier (à partir de l’épisode 19)
- Alexis White : Gabriel

### Acteurs invités
- Bruno Le Millin : Roger Girard
- Magalie Madison : Annette Lampion
- Camille Raymond : Justine Girard
- Marion Huguenin : Chloé Girard
- Rochelle Redfield : Johanna McCormick
- Cyril Aubin : Johnny
- Laure Sabardin : Cherry Pichardeau

## Liste des épisodes
1. Royale performance
2. Le goût du danger
3. Sous contrôle
4. Emprises et surprises
5. Choc hypnotique
6. Préparatifs de fêtes
7. Mariage en péril, première partie
8. Mariage en péril, deuxième partie
9. Le fils du soleil
10. Un monde à sauver
11. L'ombre des démons
12. En suivant l'aigle
13. Aveux difficiles
14. Par le feu
15. Apocalypse bientôt
16. Jamais gagné
17. Besoins d'évasions
18. Impaire et père
19. Amour, bonheur et trahisons
20. Le talisman oublié
21. Exécution demandée
22. Gaz mortel
23. Raison d'état
24. Un amour surprenant
25. Surprenante romance
26. Soupirs et sentiments